# روسلان بروفودنيكوف
روسلان بروفودنيكوف (بالروسية: Проводников, Руслан Михайлович) مواليد 20 يناير 1984 في أوكروغ خانتي-مانسي ذاتية الحكم، الجمهورية الروسية السوفيتية الاتحادية الاشتراكية، هو ملاكم محترف روسي يصنف ضمن فئة وزن الوسط. حقق بطولة منظمة الملاكمة العالمية.

## إحصائيات
خاض خلال مسيرته 30 نزالا، فاز في 25 وخسر في 5. فاز بالضربة القاضية في 18 نزالا.

## روابط خارجية
- روسلان بروفودنيكوف على موقع بوكس ريك (الإنجليزية) (registration required)